# Fidelity National Information Services
Pour les articles homonymes, voir Fidelity.
Fidelity National Information Services (FIS) est une entreprise de services financiers basée à Jacksonville (Floride) en Floride.

## Histoire
En août 2015, FIS acquiert SunGard Data Systems pour 9,1 milliards de dollars, dont une reprise de dette de 4 milliards de dollars, payable à 45 % en liquidité et à 55 % en échange d'actions. Le nouvel ensemble gardera son siège social en Floride et aura 55 000 employés, avec un chiffre d'affaires de 9,2 milliards de dollars,. 
En mars 2018, Fidelity annonce l'acquisition de Stewart Information Services, spécialisée dans l'assurance, pour 1,2 milliard de dollars.
En mars 2019, FIS annonce l'acquisition pour 35 milliards de dollars de Worldpay, nouveau de Vantiv après l'acquisition du premier, acquisition qui s'est terminée en janvier 2019.

## Principaux actionnaires
Au 18 avril 2020.
| The Vanguard Group               | 7,73% |
| T. Rowe Price Associates         | 6,75% |
| SSgA Funds Management            | 4,14% |
| Massachusetts Financial Services | 3,52% |
| BlackRock Fund Advisors          | 2,46% |
| Fidelity Management & Research   | 2,17% |
| Capital Research & Management    | 2,15% |
| Capital Research & Management    | 2,14% |
| Longview Partners                | 1,56% |
| Geode Capital Management         | 1,46% |